# Antonio Gutiérrez Mata
Antonio Gutiérrez Mata (Málaga; 17 de septiembre de 1915 - Málaga, 1983) fue un médico, profesor universitario y político; alcalde de Málaga entre 1966 y 1970.

## Biografía
Nació en el malagueño barrio de El Palo, aquí estudia en la escuela pública de la calle del Mar y, después, en el colegio San Estanislao de Kostka, donde permanece hasta finalizar el bachillerato a los quince años de edad.
Los tres primeros años de medicina los cursará en Granada y otros cuatro en Sevilla; cuando finaliza la carrera se traslada a Madrid para realizar el doctorado durante un año más, asistiendo a la cátedra del Dr. Gregorio Marañón.
Con el acaecimiento de la guerra civil española interrumpió sus estudios durante tres años y, al ser estudiante del séptimo curso, es asignado al Hospital Militar de Málaga. A Antonio le tocó vivir la guerra y los años duros de la posguerra, y conoció de primera mano la pobreza, cuando realizaba visitas a domicilio en los barrios pobres y atendió también a familias ricas de la Caleta y el Limonar, entrando por la puerta principal, por su condición de médico, mientras su padre, Antonio Gutiérrez Valverde, el "recobero", entraba por la de servicio para dejar los huevos y la leche.
En su juventud fue detenido por las milicias republicanas para darle "el paseíllo", es decir, para ser fusilado sin juicio, por haberse significado en su devoción a la Virgen del Rosario, y fue salvado por una miliciana amiga suya.
El 6 de octubre de 1937 organiza una romería al Lagar de Witemberg, recuperándose en ella la imagen de la Virgen del Rosario (talla policromada del siglo XVII), que había sido salvada del incendio de su parroquia y escondida en este paraje, siendo devuelta a su iglesia parroquial de Nuestra Señora de las Angustias en El Palo. La imagen cuenta con gran devoción en este barrio, siendo la patrona paleña y la titular de la Hermandad de Nuestra Señora del Rosario.
Cuando finaliza los estudios regresa a El Palo donde ejercerá la medicina, en esta época siempre ha de realizar visitas a domicilio al no existir consultorio médico; además de en el barrio, debe atender pacientes en los montes cercanos y en La Cala del Moral, desplazándose mediante bestias o en bicicleta para ello.
A los 26 años, en 1942, obtiene plaza en el Hospital Provincial de Málaga, siendo nombrado médico de zona en 1943. Establecerá su consulta en la calle Moreno Carbonero, que ocupa durante 31 años, atendiendo a numerosas personalidades como por ejemplo al Cardenal Herrera Oria, que fue Obispo de Málaga.
Durante la epidemia tifoidea que asoló Málaga en 1951, consecuencia de unas filtraciones residuales de la red de alcantarillado, realiza un estudio, que sería publicado en revistas médicas, sobre la evolución de la enfermedad en los pacientes tratados con cloromicetina.
En 1972 aparece un brote de cólera (véase: Pandemias de cólera en España) que, con la colaboración del Dr. Márquez Gemar y un equipo de trabajo, se consigue combatir, controlándose la epidemia. La Dirección General de Sanidad le enviará mensajes de reconocimiento por el trabajo y la dedicación empeñada.
En 1966 fue propuesto para desempeñar la Alcaldía de Málaga, tomando posesión del cargo el 23 de septiembre de ese año. Como alcalde se encontró con una crisis en las arcas del consistorio, debiendo velar por la buena administración de los bienes del ayuntamiento. Durante su mandato realizó una eficaz labor de ordenación urbana, creando escuelas, remodelando calles, instalando un quirófano y una nueva ala en el Hospital Noble, apoyando la creación de nuevos accesos a la ciudad y prolongando la Alameda, entre otras mejoras que introdujo.
En este período, el 14 de diciembre de 1966, tuvo lugar el referéndum sobre la Ley Orgánica del Estado, realizándose una consulta por Franco "a la búlgara" que fue apoyada desde todas las instituciones del Estado. Se le ha tachado la falta de neutralidad en tal ocasión, al animar a los malagueños, como alcalde, a engalanar las fachadas ante el previsible resultado.

Os pido que mostréis esta unanimidad de pareceres adornando vuestras casas, poniendo colgaduras en ellas para que puedan vocear al viento que Málaga entera está al lado de Franco.
Antonio Gutiérrez Mata.

Fue profesor de la Facultad de Medicina de la Universidad de Málaga, donde impartió clases de Patología General.
Casado con María Díaz Sánchez tuvo cinco hijos. 
Sus restos descansan en el cementerio municipal de El Palo.

## Reconocimientos
En memoria a la labor realizada se les ha dado su nombre a una calle (calle Doctor Don Antonio Gutiérrez Mata, 36°43′15″N 4°21′03″O / 36.7209514, -4.350933) y a un colegio de educación primaria (CEIP Antonio Gutiérrez Mata) en su ciudad natal.